# Comuna Dîteatîn, Halîci
Dîteatîn (în ucraineană Дитятин) este o comună în raionul Halîci, regiunea Ivano-Frankivsk, Ucraina, formată din satele Dîteatîn (reședința), Hohoniv și Naberejne.

## Demografie
Componența lingvistică a comunei Dîteatîn
     Ucraineană (99,7%)
     Alte limbi (0,3%)
Conform recensământului din 2001, majoritatea populației comunei Dîteatîn era vorbitoare de ucraineană (99,7%), existând în minoritate și vorbitori de alte limbi.